# Loreen (cantante)
Lorine Zineb Nora Talhaoui (Estocolmo, 16 de octubre de 1983), más conocida como Loreen, es una cantante, compositora y productora sueca de origen marroquí. Es la segunda persona (y única cantante femenina) en ganar el Festival de la Canción de Eurovisión en dos ocasiones: en 2012 con «Euphoria» y en 2023 con «Tattoo». Ambas canciones tuvieron gran éxito comercial en muchos países en sus respectivos años.
En 2005 publicó su primer sencillo, «The Snake», con la banda Rob'n'Raz y se convirtió en presentadora de televisión de TV4. Trabajó como productora musical y directora de varios programas suecos de telerrealidad y en 2011 lanzó el sencillo «My Heart Is Refusing Me», su primer éxito comercial en Suecia.

## Infancia
Loreen nació en Estocolmo, Suecia en 1983 pero su familia se mudó a Västerås, donde se escolarizó. Pasó la mayor parte de su adolescencia en Gryta, un barrio residencial de Västerås. Sus padres son amaziges procedentes de Marruecos.

## Carrera

### 2004–2011:Idoly primeros trabajos
Loreen saltó a la fama participando en el programa sueco Idol 2004 bajo el nombre de Lorén Talhaoui. Durante la ronda de clasificación, quedó en tercera posición por el voto del público así que quedó eliminada, pero recibió un comodín del jurado, lo que le permitió competir en el programa. Terminó en cuarta posición en el programa siendo eliminada en la octava semana de competición.
Durante su estancia en el programa interpretó canciones como «Love Is On the Way» de Billy Porter, «Where Do I Begin?» de Andy Williams y Shirley Bassey o «Thriller» de Michael Jackson, llegando a ser una de las favoritas del jurado, aunque fue eliminada por el público.
Tras su paso por Idol, en 2005 lanzó un sencillo, «The Snake» con el grupo Rob'n'Raz. Ese mismo año debutó como presentadora de televisión en la cadena de televisión sueca TV400, más tarde rebautizada TV11, tras lo cual se retiró de la vida pública hasta 2011. Entre 2005 y 2011, trabajó detrás de las cámaras como productora y directora de programas de telerrealidad como "Värsta pojkvänsakademin" (TV3), "Matakuten" (TV4), y "Frufritt" (SVT).
Más tarde, fue colaboradora del programa Lyssna de TV4 durante varios meses. Adicionalmente, Loreen prestó la voz de La Bella Durmiente en la versión sueca de Shrek tercero (2007), en 2008 prestó la voz de Willa en la película Barbie Mariposa Och Hennes Vänner Fjärilsälvor y en 2011, prestó su voz para el papel de Pitufina para la versión sueca de Los Pitufos.

### 2011–2012: Melodifestivalen, Eurovisión yHeal

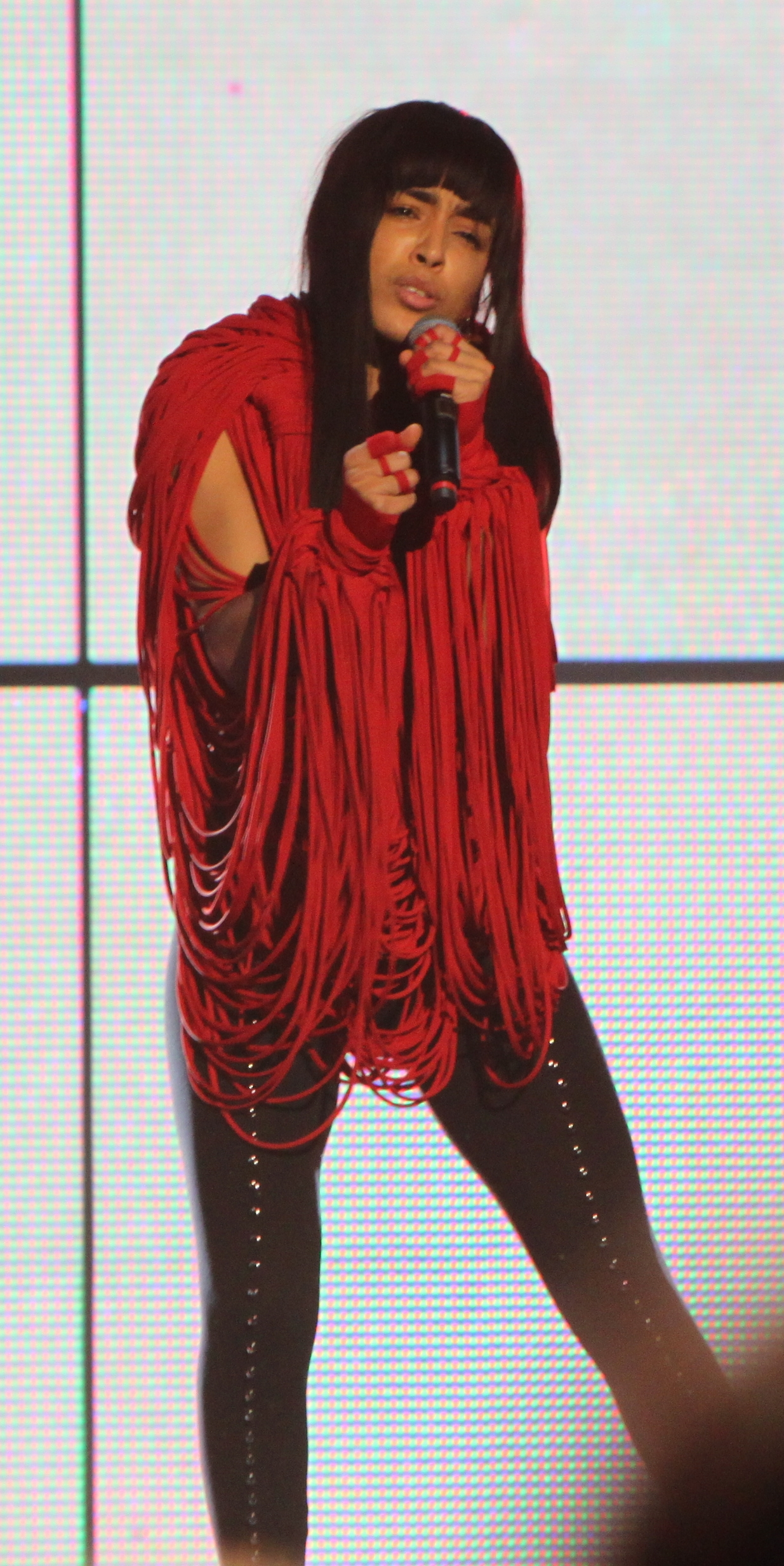
Loreen interpretando «My Heart Is Refusing Me» en el Melodifestivalen 2011, después de estar apartada de la vida pública desde 2005.

En el año 2011, regresó a la música al presentarse al festival sueco Melodifestivalen (elección nacional para el Festival de Eurovisión), con la canción «My Heart Is Refusing Me» («Mi corazón me está rechazando»), compuesta por ella misma junto a Moh Denebi y Björn Djupström. Debutó en Suecia y participó en la segunda semifinal donde obtuvo la 4.ª posición, clasificando para la repesca (el "Andra chansen") ya que los que se clasificaban directamente a final eran los dos primeros puestos. En el Andra chansen, quedó eliminada en la primera ronda por la cantante Sara Varga y la canción «Spring för livet». A pesar de no clasificarse a la final del Melodifestivalen, el tema «My Heart Is Refusing Me» se convierte en un éxito en la lista de ventas oficial de Suecia, donde llega al número 9.
En 2012, Loreen vuelve a presentarse al Melodifestivalen con el tema, compuesto por Thomas G:son y Peter Boström, «Euphoria», actuando en la primera semifinal y clasificándose en primer lugar. Ya en la final, cumple los pronósticos ganando con 268 puntos, 114 del jurado internacional y 154 del público, lo cual fue resultado de un récord en la historia del Melodifestivalen de más de 670 000 llamadas telefónicas a su favor frente a poco menos de 500 000 que consiguió el segundo clasificado, Danny Saucedo.
El 10 de marzo de 2012, se proclama vencedora del Melodifestivalen 2012, como indicaban las apuestas de pago, por lo que representó a Suecia en el LVII Festival de la Canción de Eurovisión, celebrado en Bakú, Azerbaiyán. Se convirtió en la canción más votada en la historia del Melodifestivalen por parte de la audiencia, con 670 551 votos. Unos días antes, «Euphoria» ya era la tercera canción más escuchada en Spotify a nivel mundial.
El 26 de mayo, se proclamó como la ganadora del Festival de la Canción de Eurovisión 2012 con 372 puntos cumpliéndose los pronósticos que la situaban como favorita de la noche. Fue además la segunda participante que más puntos ha obtenido en la historia del Festival de la Canción de Eurovisión, después de Alexander Rybak que consiguió 387 puntos. Además obtuvo un nuevo récord de 18 puntuaciones máximas. El 27 de mayo de 2012, menos de 24 horas después de su victoria en Eurovisión, llegó al número 1 en las listas de iTunes en 15 países, incluyendo Alemania, Austria, Bélgica, España, Chipre, Grecia, Irlanda, Malta, Países Bajos, Reino Unido y Suiza, logrando vender más de 500 000 de copias del sencillo en todo el mundo en cuestión de 48 horas.
Después del concurso, la canción «Euphoria» que ya había sido número uno en ventas en Suecia y Finlandia, expandió su éxito comercial al resto de Europa consiguiendo ser número uno en las listas de ventas de dicho continente y de multitud de países, incluyendo Alemania, Austria, Bélgica, Dinamarca, Estonia, Grecia, Islandia, Irlanda, Noruega o Suiza. Igualmente, se posicionó como la canción más vendida en todo el mundo en iTunes —las cifras llegaron a 1 millón en una semana, siendo la canción eurovisiva más vendida en dicha plataforma, además de ser una de las más vendidas en la plataforma actualmente— de la semana del 2 al 9 de junio de 2012, convirtiéndose en una de las canciones más exitosas comercialmente del año 2012 en tan solo una semana. En España, alcanzó la posición número 1 en la lista de Los 40 Principales, siendo la primera canción ganadora de Eurovisión en liderar la lista desde 1974. En el Reino Unido, la canción llegó al número 3 en la lista oficial de sencillos, la posición más alta alcanzada por una canción eurovisiva extranjera desde 1987. La canción llegó a alcanzar la posición número 10 de las canciones más radiadas a nivel mundial. El 29 de mayo, cuando regresó a Estocolmo tras su victoria, se organizó una recepción cívica en el ayuntamiento de la ciudad y Loreen apareció en el balcón para saludar a una multitud de 100 000 personas, recibiendo también el apoyo de la Familia Real de Suecia. El 21 de junio de 2012, Loreen hizo una aparición en el MTV World Stage en Gotemburgo, Suecia, el cual fue retransmitido en directo por todo el mundo a través el canal MTV. A finales de agosto, Loreen confirmó que su álbum debut se llamaría Heal y que estaría programado para lanzarse el 24 de octubre de 2012. El álbum debutó encima de los 60 mejores álbumes de la Sverigetopplistan y fue certificado platino en Suecia durante la segunda semana, el cual logró vender más de 40 000 copias en todo el país escandinavo. Una versión remix de «My Heart Is Refusing Me» fue lanzada el 8 de octubre de 2012 como el segundo sencillo del álbum europeo. El mismo día, «Crying Out Your Name» fue lanzado como el cuarto sencillo del álbum en Suecia. El 5 de julio, se presentó de manera oficial el vídeo de «Euphoria» en Youtube y anunció su gira por Europa y algunos países de diferentes continentes.
El álbum Heal fue el número 1 en Suecia y entró en las listas de ventas oficiales de varios países, además de ser el número 1 en 6 países en las listas de iTunes. Loreen visitó multitud de países europeos para promocionar el álbum, apareciendo en talent shows de algunos países como Alemania, Países Bajos, Rumanía, entre otros. Presentó su nuevo sencillo «Crying Out Your Name» en la versión sueca de X Factor y durante la inauguración del estadio Friends Arena de Estocolmo en octubre de 2012, ante más de una audiencia de 3,8 millones de espectadores a través de la SVT. El 21 de octubre de 2012, ella apareció como invitada musical en el show de talento polaco Must Be the Music de Polsat el 18 de noviembre, apareció como invitada musical en el X Factor de Rumanía y apareció la final de la tercera temporada de The Voice of Holland. Aún siguiendo con la lluvia del éxito encima, recibió una nominación en la categoría de "Mejor Artista Sueco" en los MTV Europe Music Awards 2012, donde terminaría por ganarlo y recibió la nominación a "Mejor Artista Europeo", categoría en la que ganó Dima Bilán.
El 31 de diciembre de 2012, Loreen visitó algunos países durante la celebración del Año Nuevo. La primera parada fue en Pekín, China, apareciendo por primera vez en un programa de televisión en Asia, donde interpretó «Euphoria» y «Sober», ambos de Heal, en el evento de fin de año New Year's Carnival, celebrado en el Estadio Cubierto Nacional de Pekín. Visitó Bélgica en el programa Iederéén feest 2012-2013 presentando «Euphoria» y «My Heart is Refusing Me» y apareció en el programa ¡Feliz 2013! en España, interpretando las mismas canciones. Finalmente, apareció en Berlín, Alemania, donde interpretó las mismas canciones en la Puerta de Brandeburgo ante una multitud aproximada de 100 000 cuando apenas faltaban 4 minutos para entrar en el 2013.

### 2013–2016:We Got the PoweryPaperlight

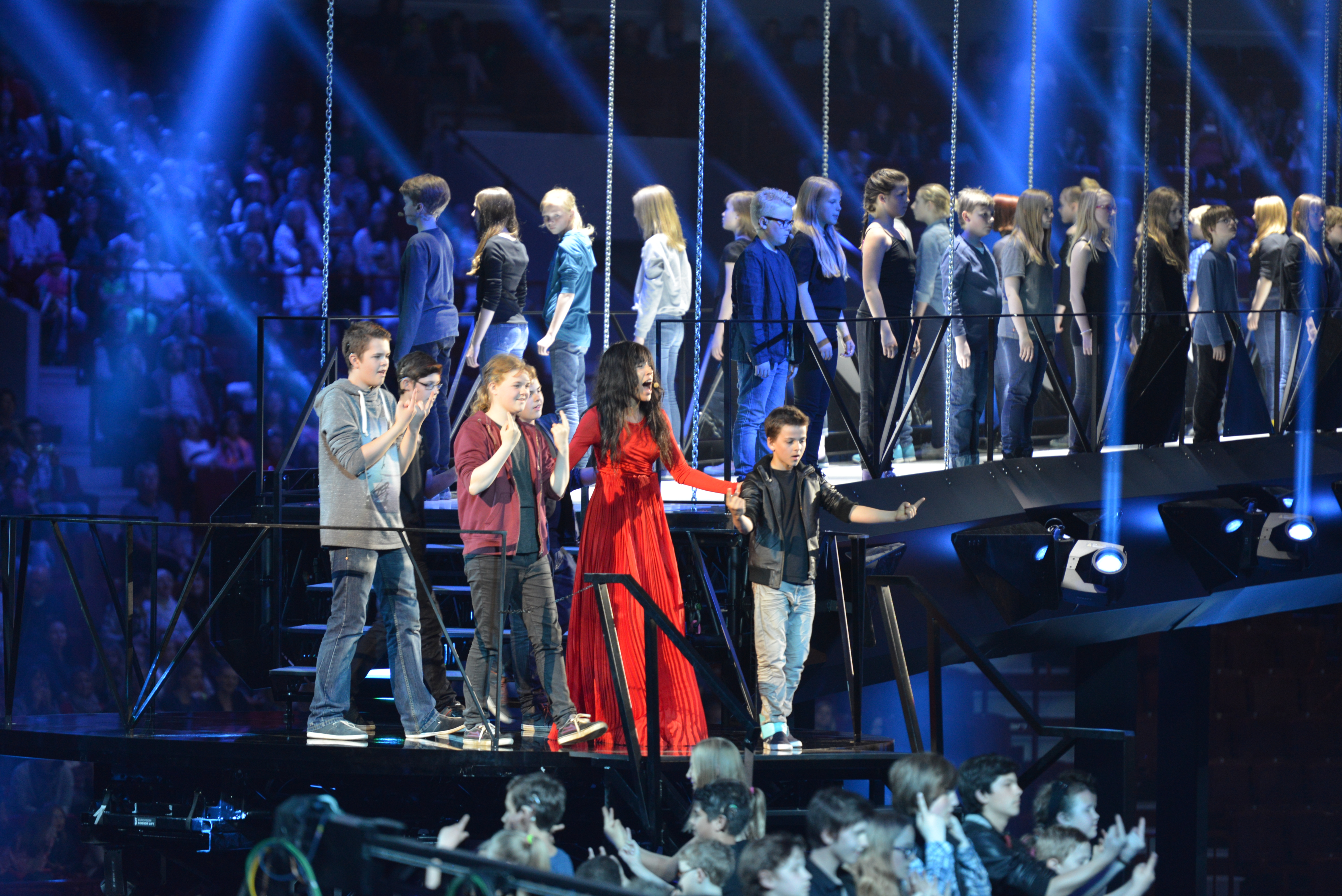
Juntos, «Euphoria» y Heal registraron ventas por más de 4 millones de copias y le otorgaron a Loreen varios premios, siendo el punto más alto de su carrera. En la imagen, Loreen abriendo Eurovisión 2013 interpretando «Euphoria» con un coro de niños, tema incluido en Heal.

Para invierno-primavera de 2013, Loreen anunció nuevas datas que se embarcaría en países europeos y asiáticos, visitando de manera sorpresa Marruecos y Líbano, donde los tickets se agotaron. Ese mismo año, los productores de la SVT decidieron romper con la tradición de que el ganador del año anterior sea el encargado de abrir la gran final de Eurovisión. De esta forma, quisieron otorgar más protagonismo al completo de las tres galas del certamen que a centrar, únicamente, todo el interés a la final del sábado. Por esto, Loreen interpretaría una versión especial de «Euphoria» que darían el pistoletazo de salida a Eurovisión 2013 llevado a cabo al Malmö Arena de Malmö, Suecia. En la final del 18 de mayo, Loreen interpretó un popurrí de «Euphoria», «We Got the Power» y «My Heart Is Refusing Me» durante el intermedio. «We Got the Power», su nuevo sencillo, fue producido por Patrik Berger y fue escrito por Ester Dean, quienes han trabajado anteriormente con Icona Pop, Rihanna y Robyn. El vídeo musical del sencillo fue estrenado en la plataforma digital YouTube y la directora del vídeo fue ella misma. En octubre de 2013, se dio a conocer que Loreen formaría parte del Art on Ice Tour 2014, donde la idea de este espectáculo es combinar música pop en directo con patinaje artístico. El tour visitó Finlandia, Suecia y Suiza entre febrero y marzo de 2014 y tuvo éxito en venta de tickets.
Loreen fue entrevistada por Warner Music Sweden sobre su próximo proyecto. Cuando se le preguntó acerca de ello, respondió:

"Por el momento, estoy realmente en experimentar con la producción, algo que he estado haciendo toda mi vida, aunque no tengo el tiempo para hacerlo ahora mismo. No quiero preparar un montón de efectos y sonidos pregrabados, y no lo creo ya que eso lleva tiempo. Cada día trabajo más seriamente en mi nuevo álbum y estoy siempre ocupada."

Además, afirmó que contaría bajo la producción de productores suecos con mucha experiencia. También dijo que este álbum contendría nuevos sonidos musicales y el primer sencillo del álbum estaba programado para lanzarse en febrero de 2014, el lanzamiento se propuso hasta finales de 2014 ya que Loreen se encontraba en febrero preparando el espectáculo "Art on Ice Tour 2014" con otros artistas. En su cuenta oficial de Facebook, Loreen publicó que estaba trabajando con el productor Tobias Fröberg, la cantante Vicky Akintola y con el también productor y cantante Taped Rai para su futuro álbum. De esta manera, en una entrevista en Rusia tras un concierto, dijo que sería probable que su nuevo trabajo saldría a la venta en septiembre de 2014. Durante una entrevista con funx.nl, la cantante dijo que el álbum saldría a la venta oficialmente en agosto de 2014.
En 2014, «Euphoria» de Loreen ganó el concurso La Mejor Canción Ganadora de Eurovisión por segundo año consecutivo, empatando con «My Number One» de Helena Paparizou, siendo las únicas canciones que lo logran. A principios de 2014, se confirmó que Loreen participaría en el programa Sápmi Sessions de la cadena sueca SVT, un programa que une a artistas suecos de música moderna con cantantes de la laponia. En él, Loreen viajó hasta el norte de Noruega y colaboró con la cantante Ingá-Máret Gaup-Juuso, donde tuvieron tres días para componer una canción. Como resultado, se presentó la canción «Son» junto Gaup-Juuso para su nuevo álbum, recibiendo críticas positivas por parte de los medios. La canción fue interpretada en directo por primera vez el 6 de junio de 2014, Día Nacional de Suecia, en el zoológico Skansen en el que asistieron el rey Carlos XVI Gustavo y su esposa Silvia de Suecia. Asimismo, durante un concierto en la sala de conciertos Melkweg de Ámsterdam el 8 de abril de 2014, anunció que «Jupiter Drive» y «Dumpster» serían sus dos nuevas canciones incluidas en su nuevo álbum, y también anunció que estaba trabajando también con artistas estadounidenses como Ester Dean, quien ya colaboró con ella en «We Got the Power».
Unos días más tarde, la cantante apareció en el International Parliamentary Conference que tuvo lugar en Suecia e interpretó «Euphoria» y «All is full of love» de la cantante Björk y durante una rueda de prensa, confesó que su álbum se estaba «terminando de hornear». Durante la visita de la cantante en la ciudad de Budva, Montenegro el 12 de julio de 2014, afirmó que el lanzamiento del álbum se retrasaría hasta octubre de 2014 y dijo que el álbum «está inspirado en Kanye West, es muy diferente a «Euphoria» y tiene sonidos yendo hacia al hip-hop». En octubre de 2014 durante el concierto Eurovision Gala Night en el casino de Luxemburgo, anunció que su álbum se lanzaría finalmente en enero de 2015 debido a problemas de agenda de la cantante.
El 22 de noviembre de 2014, Loreen anunció a través de su cuenta de Instagram que su álbum se llamaría Paperlight. Además, anunció que estaría trabajando en su nuevo álbum con Kiesza, Taped Rai, Ted Krotkiewski, Tobias Fröberg, Tim Denéve y Ester Dean. El primer sencillo del álbum se llama «Paper Light (Higher)», que fue lanzado el 2 de marzo de 2015 en Escandinavia y el 9 de marzo de 2015 en todo el mundo. La cantante interpretó el tema como invitada musical en el Melodifestivalen 2015, el cual estuvo acompañada por el trío ucraniano Kazaky durante su actuación. En mayo de 2015, fue una de las invitadas del evento internacional Life Ball en Viena, Austria, uno de los más importantes que da apoyo a los pacientes con VIH/sida y que ese año coincidía con la celebración del Festival de la Canción de Eurovisión 2015 en la capital austríaca. Su presencia acaparó la mirada de los medios de comunicación internacionales, pues acudió al evento vestida con un atuendo de Jean-Paul Gaultier. Más tarde, el 11 de agosto de 2015 confirmó que el 14 de ese mismo mes lanzaría su nuevo sencillo «I'm In It With You». La canción recibió el aclamo de la crítica. En diciembre de 2015, lanzó su primera canción en sueco, «Under ytan». En febrero de 2016 formó parte del jurado en plató del programa de TVE Objetivo Eurovisión, donde se eligió el representante de España para el Festival de la Canción de Eurovisión 2016. En mayo de 2016, durante la celebración de dicho festival en Estocolmo, participó en el concierto Eurovision The Party en el estadio Tele2 Arena de la capital sueca y que fue emitido en línea para todo el mundo.

### 2017–2019: vuelta al Melodifestivalen yRide

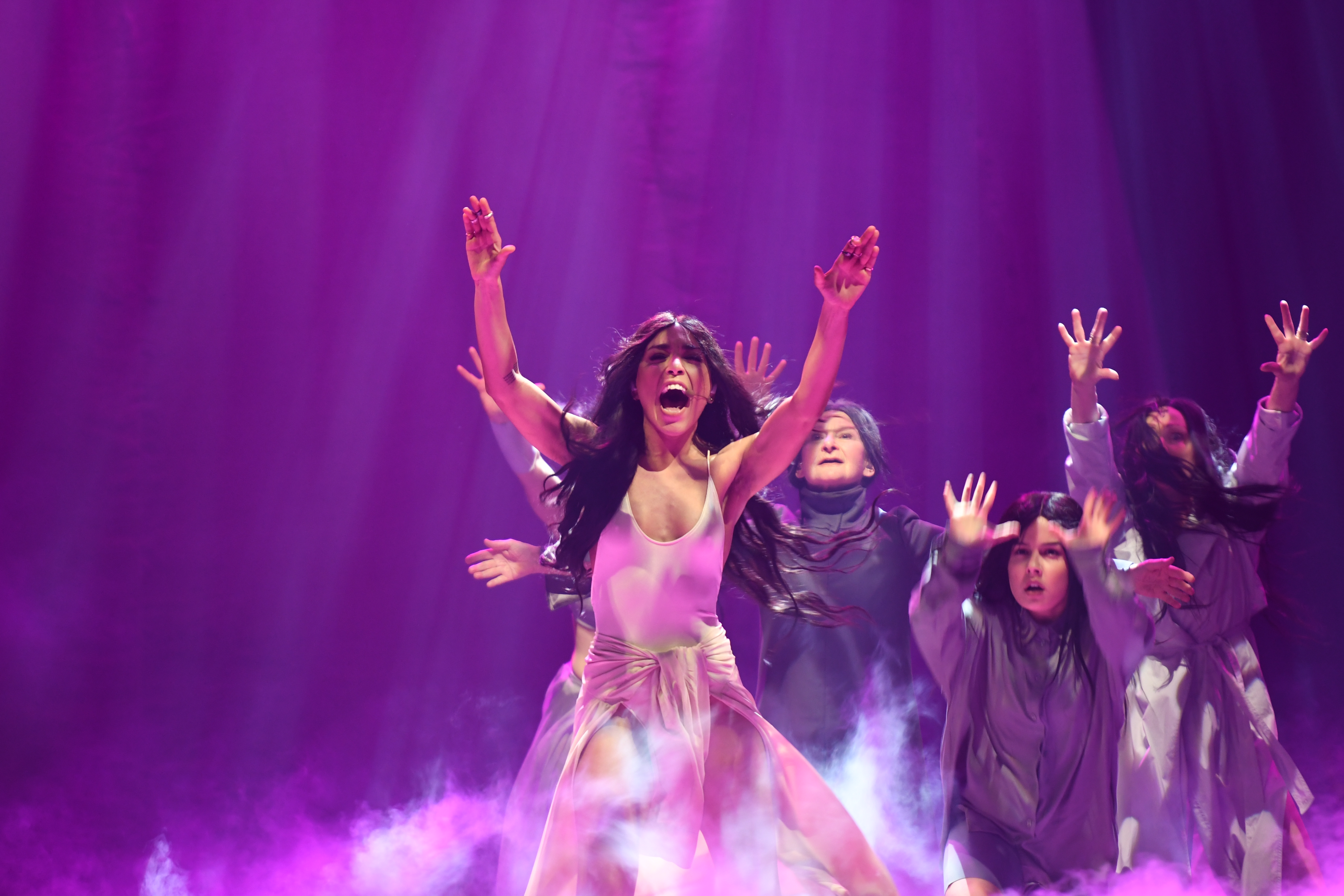
Loreen interpretando «Statements» en el Melodifestivalen 2017

En 2017, la artista decidió volver a la popular competición sueca, el Melodifestivalen, competición que le dio el triunfo cinco años antes y con la cual pudo acceder a Eurovisión donde acabó finalmente ganadora. Loreen compitió en la cuarta semifinal con su canción «Statements»; su actuación consistió en la cantante interpretando la canción acompañada de cuatro bailarines de edades muy diferentes, en representación del paso del tiempo. Pasó al Andra chansen (segunda oportunidad) donde no consiguió el pase a la final causando gran revuelo en las redes sociales, pues la canción era considerada una de las mejores de la competición por los seguidores de otros países europeos. Durante el transcurso del Melodifestivalen 2017, la cantante confirmó finalmente que su álbum se dividiría en dos EPs: uno para primavera y otro para otoño de 2017. Para su nuevo álbum, cambió de discográfica y firmó por BMG Scandinavia.
El 14 de julio de 2017 Loreen lanzó «Body», su nuevo sencillo. El 25 de agosto de 2017 lanzó Nude, su esperado nuevo EP. El 24 de noviembre de 2017 lanzó Ride, su segundo álbum. Ride estuvo inspirado por la artista islandesa Björk y recibió el aclamo de la crítica, con algunos medios considerándolo uno de mejores los álbumes alternativos de 2017. En octubre de 2019, Loreen lanzó «Walk with Me» en colaboración con la marca sueca Ellos.

### 2020–presente:Så mycket bättrey regreso a Eurovisión
En febrero de 2020, para celebrar el Melodifestivalen Hall of Fame, la cantante interpretó un medley de sus tres canciones de dicho concurso en el Andra chansen de la edición de 2020. En junio de 2020, hizo un Cameo en la película de Netflix Eurovision Song Contest: The Story of Fire Saga, dirigida por David Dobkin. A mediados de 2020, firmó con Universal Music Group y participó en el programa Så mycket bättre. En dicho programa, que además coincidió con la pandemia de COVID-19, un grupo de reconocidos cantantes convive una semana en un hotel en Gotland y allí interpretan covers de canciones de sus compñaeros en sus propios estilos. En marzo de 2021 lanzó la canción sueca «Sötvattentårar». En septiembre de 2021, Loreen hizo su debut como actriz en la producción sueca JJ+E, interpretando a Maria, la madre del protagonista. Su actuación recibió buenas críticas. Entre 2021 y 2022 realizó una extensa gira de conciertos por Europa.

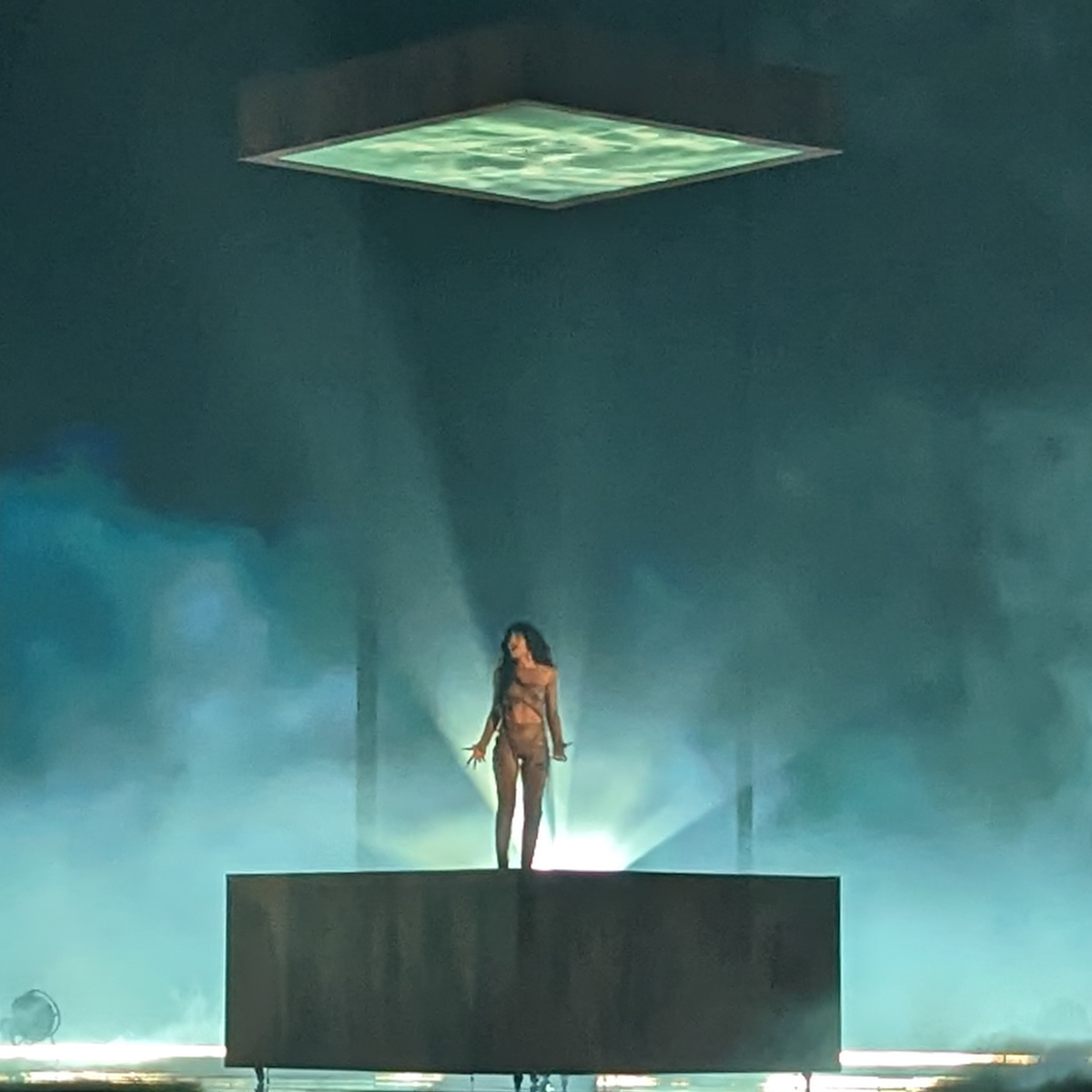
Loreen interpretando «Tattoo» en el Festival de la Canción de Eurovisión 2023 en Liverpool

En noviembre de 2022, se confirmó su participación en el Melodifestivalen 2023 para representar a Suecia en el Festival de la Canción de Eurovisión 2023, con su canción «Tattoo», asignada para cantar en la cuarta semifinal del festival. En un principio, Loreen se había mostrado reacia a participar nuevamente en el Melodifestivalen, pero tras haber finalizado la canción, su equipo la incentivó a reconsiderar la decisión y la emoción de sus allegados la hizo pensar que podía transmitir un nuevo mensaje a las masas. La semifinal se llevó a cabo el 25 de febrero de 2023 en la Malmö Arena de Malmö, donde consiguió un pase directo a la final. Durante la actuación, un protestante subió al escenario a mitad de la presentación, lo que causó que la canción tuviese que ser nuevamente interpretada. En la final, celebrada el 11 de marzo en la Friends Arena de Estocolmo, «Tattoo» salió victoriosa tras recibir 92 puntos del jurado y 85 del televoto, siendo la favorita de ambos, con lo que fue seleccionada como la canción a representar a Suecia en Eurovisión. «Tattoo» recibió el aclamo de la crítica, quienes la destacaron como un «poderoso himno» y alabaron la voz de Loreen. La puesta en escena de la canción para el Melodifestivalen se constituyó de dos grandes pantallas led; una en el suelo y la otra colgando, mientras Loreen canta entre ambas y ejecuta una coreografía. Cada una de las pantallas medía cuatro metros cuadrados y pesaba aproximadamente dos toneladas, lo que llamó la atención de la delegación, ya que era demasiado pesada para el recinto donde se celebraría Eurovisión. Asimismo, causaría dificultades a la producción para preparar el escenario entre los cortos intervalos de tiempo entre cada presentación. Tales problemas fueron resueltos disminuyendo el tamaño de ambas pantallas y colocando bordes con ruedas para agilizar su transportación para las presentaciones de Eurovisión.
Tras la victoria en el Melodifestivalen, «Tattoo» se convirtió en la favorita para ganar Eurovisión, liderando todas las casas de apuestas. La canción fue interpretada durante la primera semifinal, llevada a cabo el 9 de mayo en Liverpool, donde consiguió el pase a la gran final. Finalmente, conseguiría la victoria en la gran final celebrada el 13 de mayo, tras recibir un total de 583 puntos, divididos en 340 puntos del jurado (primer lugar) y 243 del televoto (segundo lugar). Ello convirtió a Loreen en la primera mujer en ganar el festival dos veces (después de su victoria en 2012 con «Euphoria»), así como la segunda intérprete, tras Johnny Logan de Irlanda. Asimismo, dio a Suecia su séptima victoria, con lo que empató a Irlanda como el país con más victorias en la historia del certamen. En el televoto, si bien no obtuvo doce puntos, «Tattoo» recibió al menos un punto de todos los países participantes, con excepción de Finlandia, mientras que para el jurado, recibió también al menos un punto de cada país, de entre los cuales quince le otorgaron los doce puntos. Sus 340 puntos fueron la segunda mayor puntuación del jurado en la historia hasta ese momento, únicamente superada por los 382 recibidos por «Amar pelos dois» de Salvador Sobral en 2017. Tras su triunfo en la final del festival, la canción se disparó hasta la quinta posición de la lista global de Spotify y batió el récord del mayor número de reproducciones en un día por una canción de Eurovisión con un total de 4.27 millones, anteriormente ostentado por «Zitti e buoni» de Måneskin, que logró 4.23 millones en 2021.
En octubre de 2023 lanzó «Is It Love», sucesor de «Tattoo».

## Filantropía y activismo político

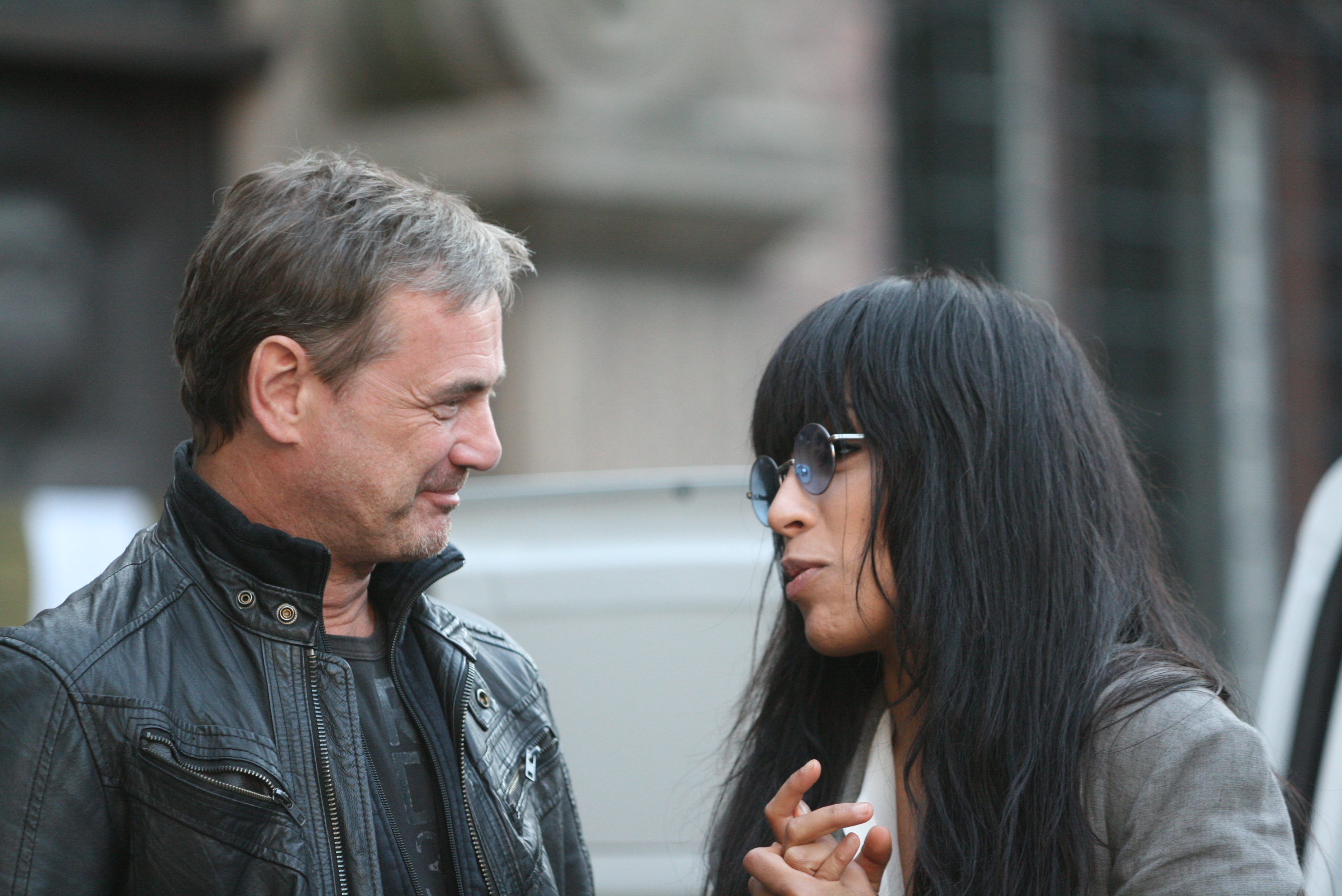
Loreen junto con Christer Björkman en Borås, Suecia.

Además de su carrera musical, Loreen es una filántropa que ha contribuido en varias obras humanitarias y de caridad. Durante la semana de ensayos del Festival de la Canción de Eurovisión 2012, Loreen se reunió con activistas locales de Bakú por los derechos humanos, siendo la única concursante en hacerlo. Según declaró a la prensa: «Los derechos humanos se violan en Azerbaiyán cada día». Un portavoz del gobierno azerí y pidió a la UER que impidiera encuentros así tras criticarla al respecto, diciendo: «El concurso no debería ser "politizado"». La Embajada Sueca le replicó de la siguiente forma: «La UER, la televisión sueca SVT y Loreen no han actuado contra las reglas del concurso».
Durante el verano de 2012, Loreen actuó en el Slavianski Bazaar en Vítebsk, Bielorrusia, donde el presidente de citado país Alexander Lukashenko estuvo presente. Durante su visita al país, se reunió con la esposa del preso político Ales Bialiatski, los representantes Viasna y periodistas independientes, y en una reunión de dos horas, expresó su apoyo a los presos políticos y firmó la petición para prohibir la pena de muerte en el país. Loreen afirmó más adelante que ella era plenamente consciente de los riesgos que le supondría "hablar" sobre este tema, subrayando la posibilidad de ser detenida o arrestada en el aeropuerto cuando intentaba regresar a casa.
Entre agosto y septiembre de 2013, Loreen recaudó más de SEK20 000, valorada en más de USD100 000, para ayudar a los niños que no tienen derechos para estudiar y no tienen para comer en Afganistán, donde viajó a dicho país junto con el ministro de Relaciones Exteriores de Suecia, Carl Bildt, visitando algunos locales infantiles que tenían pocos recursos para sobrevivir durante la Guerra de Afganistán. También, fue nombrada como la embajadora oficial de la Swedish Committee for Afghanistan (SCA) (Comisión sueca por Afganistán) por Suecia. Es por eso, que el 17 de octubre de 2013, recibió el The World's Children's Prize en Nueva York, Estados Unidos, después de su participación con los derechos infantiles y en contra de la violencia e injusticia que hay en el país asiático.
Ella ha participado en conciertos en favor de la comunidad LGBT y ha declarado públicamente estar a favor de dicha comunidad. Asimismo, se ha declarado en contra de la ley rusa contra la propaganda homosexual y se ha opuesto a las opiniones de Vladímir Putin, presidente de Rusia. También ha sido invitada como artista a varias celebraciones del Orgullo LGTB como las de Madrid o Barcelona. 
En diciembre de 2013, participó en las manifestaciones antirracistas que se realizaron en la ciudad de Kärrtorp, Suecia.
En el ámbito de Eurovisión, tras la adhesión de Crimea a Rusia en 2014, se puso en debate si los votos telefónicos emitidos desde la zona de Crimea y Sebastopol se contabilizarían como ucranianos o rusos. Después de que a Loreen le ofrecieran una entrevista en el tabloide sueco Aftonbladet, dijo que «Crimea debe ser considerada como una parte de Ucrania hasta que cualquier tipo de abuso a los Derechos Humanos haya sido descartado». Finalmente, los votos crimeos se contabilizaron como ucranianos.
En el año 2014, recibió por segundo año consecutivo el The World's Children's Prize en una ceremonia en el castillo Gripsholm en el municipio sueco de Mariefred y recibió el premio a manos de Silvia de Suecia. En esa gala asistió la ganadora del Premio Nobel de la Paz Malala Yousafzai y dio su apoyo a la WCP, el programa educacional más grande del mundo en el que apoya el derecho a la educación de los niños.

## Discografía
Álbumes de estudio
- Heal (2012)
- Ride (2017)

EPs
- Nude (2017)
- Så mycket bättre 2020 - Tolkningarna (2020)

## Premios y nominaciones

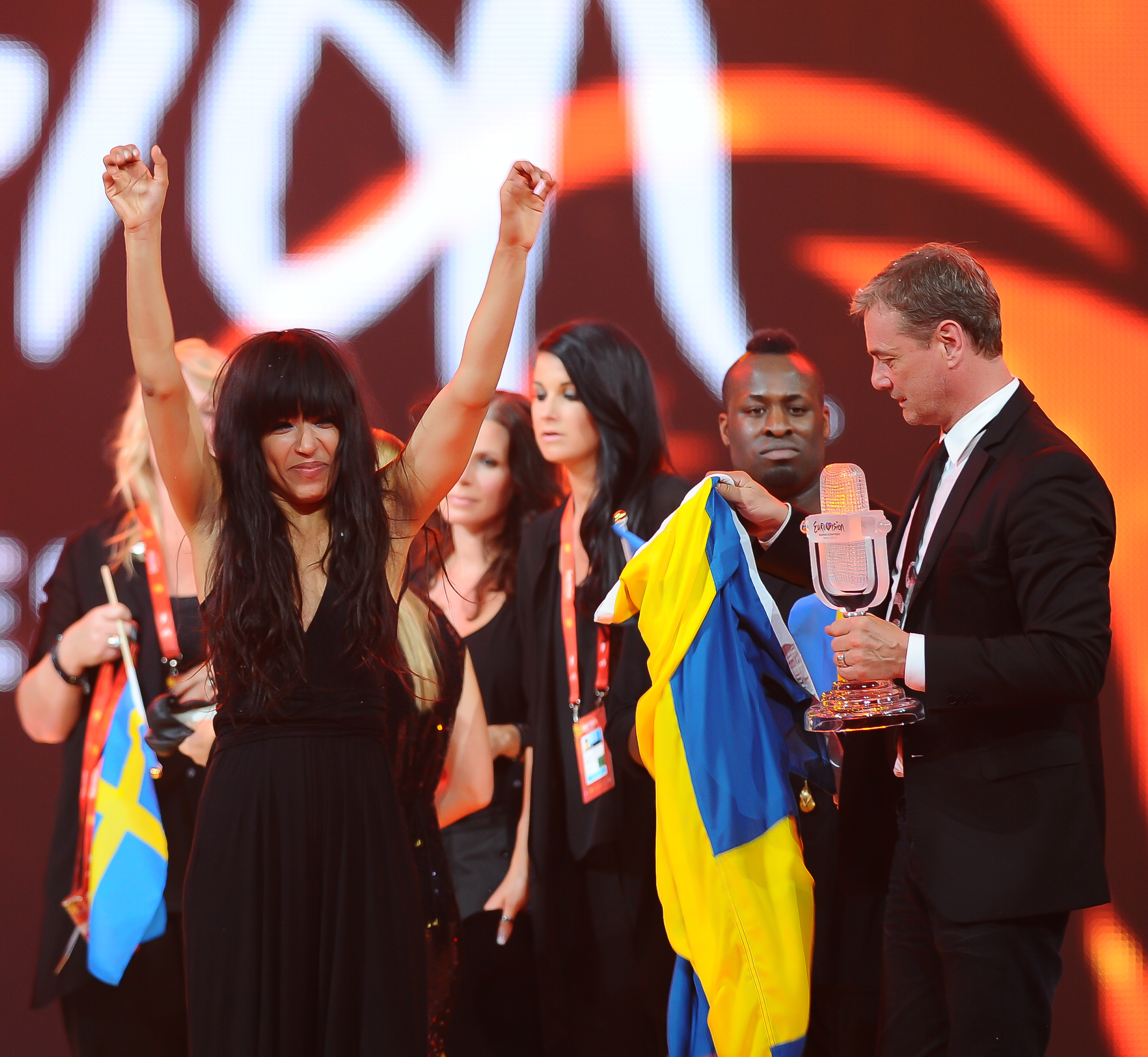
Nada más ganar el Melodifestivalen 2012, Loreen encabezó las listas de apuestas para arrasar en Eurovisión 2012. En la imagen, momento en que Loreen y la delegación sueca se proclaman ganadores del Festival de la Canción de Eurovisión 2012 en Bakú.

| Año  | Ceremonia                    | Categoría                                         | Trabajo                                                | Resultado |
| ---- | ---------------------------- | ------------------------------------------------- | ------------------------------------------------------ | --------- |
| 2012 | Gaygalan                     | La mejor canción sueca del año                    | «My Heart Is Refusing Me»                              | Ganadora  |
| 2012 | MTV Europe Music Awards 2012 | Mejor Artista Sueco                               | Loreen                                                 | Ganadora  |
| 2012 | MTV Europe Music Awards 2012 | Mejor Artista Europeo                             | Loreen                                                 | Nominada  |
| 2012 | Rockbjörnen                  | Mejor artista femenina                            | Loreen                                                 | Ganadora  |
| 2012 | Rockbjörnen                  | Mejor canción                                     | «Euphoria»                                             | Ganadora  |
| 2012 | Premios 40 Principales       | Mejor canción internacional de Lengua no Española | «Euphoria»                                             | Nominada  |
| 2012 | World Music Awards           | Mejor artista femenina del mundo                  | Loreen                                                 | Nominada  |
| 2012 | World Music Awards           | Mejor artista del año mundial                     | Loreen                                                 | Nominada  |
| 2012 | World Music Awards           | Mejor canción del mundo                           | «Euphoria»                                             | Nominada  |
| 2013 | Grammis                      | Canción del año                                   | «Euphoria»                                             | Nominada  |
| 2013 | Grammis                      | Artista del año                                   | Loreen                                                 | Nominada  |
| 2013 | Grammis                      | Artista sueco internacional más exitoso del año   | Loreen                                                 | Nominada  |
| 2013 | Gaygalan                     | Artista del año                                   | Loreen                                                 | Nominada  |
| 2013 | Gaygalan                     | La mejor canción sueca del año                    | «Euphoria»                                             | Ganadora  |
| 2013 | Radio Regenbogen Award 2013  | Premio Auricular                                  | «Euphoria»                                             | Ganadora  |
| 2013 | Rockbjörnen                  | Mejor artista femenina                            | Loreen                                                 | Nominada  |
| 2013 | Rockbjörnen                  | Mejor actuación en vivo                           | WONK                                                   | Nominada  |
| 2013 | Rockbjörnen                  | Mejor canción                                     | «We Got the Power»                                     | Nominada  |
| 2013 | World Music Awards           | Mejor artista femenina del mundo                  | Loreen                                                 | Nominada  |
| 2013 | World Music Awards           | Mejor artista del año                             | Loreen                                                 | Nominada  |
| 2013 | World Music Awards           | Mejor actuación en vivo del mundo                 | Loreen                                                 | Nominada  |
| 2013 | World Music Awards           | Mejor canción del mundo                           | «Euphoria»                                             | Nominada  |
| 2013 | World Music Awards           | Mejor vídeo del mundo                             | «Euphoria»                                             | Nominada  |
| 2014 | Gaygalan                     | La mejor canción sueca del año                    | «We Got the Power»                                     | Nominada  |
| 2014 | Rockbjörnen                  | Mejor canción                                     | «Son» (con Ingá-Máret Gaup-Juuso)                      | Nominada  |
| 2014 | Rockbjörnen                  | Mejor concierto                                   | Gröna Lund – 12 de septiembre de 2013                  | Nominada  |
| 2014 | Rockbjörnen                  | Mejores seguidores                                | Warriors                                               | Nominada  |
| 2014 | Scandipop Awards             | Mejor canción de electropop                       | «Requiem Solution» (con Kleerup)                       | Nominada  |
| 2016 | Scandipop Awards             | Mejor artista femenina                            | Ella misma                                             | Nominada  |
| 2016 | Scandipop Awards             | Mejor canción de dancepop                         | «Paper Light (Higher)»                                 | Nominada  |
| 2016 | Scandipop Awards             | Mejor video musical                               | «Paper Light (Higher)»                                 | Nominada  |
| 2016 | Scandipop Awards             | Interpretación en vivo más memorable              | «Paper Light (Higher)» (actuación en Melodifestivalen) | Nominada  |
| 2018 | Scandipop Awards             | Mejor canción de alternapop                       | «Statements»                                           | Ganadora  |